# Adobe InDesign
Adobe InDesign [əˈdoʊbiː ˈɪndɪˌzaɪ̯n] ist ein professionelles Layout- und Satzprogramm für das Desktop-Publishing, das anfänglich von Aldus unter dem Projektnamen K2 entwickelt wurde.

## Geschichte
Nach der Übernahme von Aldus durch Adobe wurde es als Konkurrenz zu QuarkXPress aufgebaut. InDesign ist der Nachfolger von Adobe PageMaker, das ursprünglich auch von Aldus entwickelt und von Adobe aufgekauft, aber in der Form nicht mehr weiterentwickelt wurde. Von der Version 3.0 an war das Programm Teil der Creative Suite und trug bis zur CS6 als Namenszusatz dessen Versionsnummerierung.
Die letzte Creative Suite-Version trägt die Bezeichnung CS6 und war auch die letzte, die als Boxprodukt über den Fachhandel verkauft wurde. Ab Januar 2013 konnte die letzte InDesign-Version (wie die meisten Adobe-Produkte) nur noch als Mietmodell abonniert werden; für die Edu-Version war Ende Februar 2015 das letzte Datum. InDesign CS6, Version 8 wird jedoch weiterhin als Download-Version zum Verkauf angeboten.
Mit der Version 9.0 begann Adobe die Vermarktung von InDesign unter der Programmfamilie Creative Cloud. Zwar sind auch weiterhin neue Versionen geplant, alle werden jedoch in der Creative Cloud ohne Zusatznummer vermarktet. Etwa alle drei Monate erscheint ein sog. Dot-Release mit neuen Funktionen, dazwischen erscheinen Versionen, die Fehler beheben (sog. Bugreleases), allerdings auch mit Funktionsänderungen. Etwa alle 12 Monate erscheint ein Versionssprung.
Das quelloffene Pendant zu InDesign ist Scribus.

## Anwendungsgebiete
InDesign wird vor allem in Werbeagenturen und von freien Grafikern und Kommunikationsdesignern sowie in Druckereien und Verlagen eingesetzt. Zusammen mit Redaktionssystemen ist es häufig in Kombination mit anderen Redaktionswerkzeugen und Textprogrammen in der professionellen Zeitungs- und Zeitschriftenproduktion anzutreffen. Weitere Einsatzbereiche sind etwa die Herstellung von Prospekten, Broschüren, Katalogen, Faltblättern, Plakaten, Geschäftsdrucksachen, seltener auch PDF-Bildschirmpräsentationen mit eingebundenen Filmen, Animationen und Interaktion sowie datenbankbasierte Verlagsanwendungen. Seit der Version CS 5.5 baut Adobe die Funktionalität für (interaktive) E-Books aus.

## Funktionsweise
Mit InDesign ist es möglich, visuell ein- oder mehrseitige Layouts in beliebigen Seitenformaten bis zu 5486,4 × 5486,4 mm zu erstellen. Das Programm unterstützt den Layouter bei der Aufteilung und Verwaltung der Seiten und Bögen.
Elemente, bei InDesign „Objekte“ genannt, werden auf den Seiten in Form von Rahmen angebracht, die anschließend mit unterschiedlichen Inhalten gefüllt werden können. Hauptsächlich werden diese zum Positionieren und Formatieren von Texten, Tabellen, Bildern und Grafiken angewendet, aber auch Musik und Videos lassen sich in die Dokumente einfügen.
Alle Objekte lassen sich gruppieren, in verschiedenen Ebenen unterbringen und das in einer beliebig tiefen Verschachtelung. Die Bearbeitungsmöglichkeiten umfassen u. a.:
- Rahmen- und Inhaltsfarbe
- Vektorbearbeitung
- Zeichen- und Absatzattribute
- Tabellen-, Zellen- und Objektformate
- Typografie
- Konturstile
- Transparenzen
- Ecken- und Überlagerungseffekte

Für die Bearbeitung von Vektoren sind in InDesign die gleichen grundlegenden Werkzeuge wie in Adobe Illustrator verfügbar.
Viele Parameter können dabei frei und flexibel definiert und in Stilvorlagen für die spätere Wiederverwendung gespeichert werden. InDesign beherrscht in Grundzügen das XML-Format beim Im- und Export, das sich gerade im Umfeld von Database Publishing weitgehend etabliert hat.

## Zusammenarbeit mit anderen Anwendungen
InDesign hat eine ähnliche Benutzeroberfläche wie viele Adobe-Programme. Weiterhin unterstützt InDesign die Ausgabe im verbreiteten hauseigenen Portable Document Format (PDF), einem ISO-zertifizierten Standard für Druck und Druckvorstufe, sowie viele für professionelle Benutzer relevante Funktionen wie z. B. Preflight, Farbseparation oder ein Farbmanagement. Aus InDesign können sowohl über die Export- als auch die Druckfunktion und mithilfe des Distillers druckbare PDF-Dateien erstellt werden. Interaktive Bildschirmpräsentationen und Transparenzen können hingegen nur über die programminterne Exportfunktion in das zu erstellende PDF übertragen werden.
InDesign erlaubt eine direkte Zusammenarbeit mit den anderen Produkten von Adobe, z. B. Photoshop, Illustrator, Dreamweaver und Flash. Auch das Öffnen von QuarkXPress-Dateien bis Version 4.x und von PageMaker-Dateien ab Version 6 ist möglich, die programmintern in die aktuelle InDesign-Dokumentversion konvertiert, als solche bearbeitet und gespeichert werden können. Plugins anderer Anbieter ermöglichen auch das Öffnen von Quark-Dateien bis zur Version 7, wenn auch, wie bei jeder Konvertierung, die Qualität der Resultate stark von der Komplexität der Layouts abhängt. Die in InDesign erstellten Dokumente (.indd) sind nicht direkt abwärtskompatibel.
Durch die Akquisition von Macromedia durch Adobe hatte sich mit InDesign CS3 die Interoperabilität mit Flash und Dreamweaver erhöht. Adobe InDesign CS3 wurde mit der Adobe Creative Suite 3 Design Premium und Standard ausgeliefert und war auch in der Creative Suite Master Collection enthalten. InDesign CC ist Teil des Programmpakets Adobe Creative Cloud, das seit 2014 nur als Abonnement verfügbar ist.
InDesign wird wie die anderen Anwendungen der Creative Suite mit Adobe Bridge ausgeliefert. Dies bietet einen direkten Zugang zu den InDesign-Daten, wobei sich, ohne eine Datei zu öffnen, die Metadaten bearbeiten oder die verwendeten Farben und Schriften auslesen lassen. Außerdem bietet sich damit über das Werkzeugmenü die Möglichkeit, Arbeitsschritte über JavaScript zu automatisieren.

## Sprachen und Schriften in InDesign
Abhängig vom Zeichensatz erlaubt InDesign den Zugriff auf Unicode-Zeichen und bietet sowohl unter Windows als auch unter macOS Unterstützung für lateinische OpenType-Fonts.
Mitteleuropäische Sprachen, die in lateinischer Schrift geschrieben werden (z. B. Tschechisch und Ungarisch), können mit den westeuropäischen Versionen ab InDesign CS2 verarbeitet werden; zuvor gab es dafür eine eigene Version InDesign CE (Central Europe).
InDesign unterstützt in der von Adobe in der westlichen Welt ausgelieferten Version keine Rechts-nach-links-Sprachen wie Arabisch oder Hebräisch; dafür existiert eine eigene Version, die nach Sprachumstellung der Creative-Cloud-Anwendung installiert werden kann: InDesign MENA-Edition (Middle East und North African Languages). Auch für die ostasiatischen Sprachen Chinesisch, Japanisch und Koreanisch gibt es eigene Versionen mit den nötigen typografischen Sonderfunktionen (Kontrolle über Zeichensetzung, Satzspiegel, Furigana und so weiter). Dokumente, die in fremden InDesign-Versionen erstellt wurden, bleiben beim Öffnen in der Version für europäische Sprachen erhalten.
Mit der 2007 erschienenen Version CS3 (5.0) unterstützt das Programm für die deutsche Sprache die alte Rechtschreibung und beide Versionen der Rechtschreibreform (1996 und 2006). Schweizer Hochdeutsch ist als „Deutsch: Schweiz“ (alte Rechtschreibung) und als reformierte Version (Rechtschreibreform 2006) integriert. Die von Adobe für die deutschen Sprachen eingesetzten Trennalgorithmen stammen bislang ausnahmslos vom US-Unternehmen Proximity.

## Weitere Funktionen
Seit Version 2.0 bietet das Programm Transparenzeffekte, die seit CS3 getrennt für Texte und deren Rahmenkonturen und -flächen angewandt werden können. Etliche FrameMaker-ähnliche Funktionen sind dazugekommen, u. a. Textvariablen und Listen.
InDesign erlaubt es, vorhandene Layouts weiterzuverwenden, indem man eine vorhandene INDD-Datei in einem anderen InDesign-Dokument ablegt.
Mit der Version CS4 wurde zudem der Live-Preflight eingeführt, der während des Arbeitens das Dokument auf Probleme überprüft und im Informationsfeld des Dokumentenfensters sowie in einem Bedienfeld den Preflight-Status anzeigt.

## Grafik-Import und -Export
InDesign erlaubt das Platzieren fast aller gängigen Grafikformate. Transparenzen werden für die Formate AI (Adobe Illustrator), PSD (Adobe Photoshop), PDF, TIFF und INDD (Adobe InDesign) unterstützt. Zu beachten sind dabei die in der Praxis gesetzten Anforderungen an das Endprodukt, wie Farbraum, Farbmanagement und Auflösung, die in der Druckvorstufe meistens fest vorgegeben sind. Bei EPS-Formaten kann die programminterne Überfüllung nicht angewandt werden.
Die SVG-Unterstützung entfiel mit CS4, wurde aber mit der Version CC 2020 (15.0) wieder aufgenommen.
InDesign-Dokumente können in folgende Formate exportiert werden (Stand CC 2024, 19.5):
- Adobe PDF (Modus Druck oder Interaktiv)
- EPS
- EPUB (Modus Festes Layout oder Umfließbar)
- HTML
- IDML: InDesign Markup Language
- JPEG
- PNG
- XML

## Skripte
Um sich wiederholende Arbeitsroutinen wie etwa die Formatierung von Überschriften oder die Durchnummerierung von Seiten zu automatisieren, bietet InDesign verschiedene Schnittstellen an. Die Automatisierung solcher Arbeiten wird bei InDesign über Skripte realisiert. Mögliche Programmiersprachen dafür sind JavaScript (.jsx), VB-Script (.vbs) oder AppleScript (.scpt bzw. .applescript). Unter Windows kann mit JavaScript oder VBScript entwickelt werden und unter Mac OS X mit JavaScript und AppleScript.
Für die Erstellung von Skripten bietet Adobe InDesign das mitgelieferte „ExtendScript-Toolkit [2]“ an, welches einen Editor und einen Debugger beinhaltet. Die InDesign-Skriptsprachen basieren auf einem objektorientierten Klassenmodell, das alle Objekte von der Basisklasse „Application“ oder kurz „app“ ableitet.

## Native Dateiformate
| Typ    | Format, Anmerkungen |
| ------ | --- |
| *.indd | normales Dokument |
| *.idlk | Lock-Datei. Wenn eine *.indd-Datei geöffnet ist, erstellt InDesign eine *.idlk-Datei, um zu verhindern, dass mehrere Benutzer gleichzeitig dasselbe Dokument bearbeiten. Diese Lock-Datei stellt sicher, dass keine Konflikte durch parallele Bearbeitung entstehen. Sobald das Dokument geschlossen wird, wird die Lock-Datei automatisch gelöscht.                                                                        |
| *.indt | Template, Vorlagenformat |
| *.indb | Buchdatei. Synchronisiert Dokumenteigenschaften und verwaltet ihre Seitenzahlen, Nummerierungen und Querverweise |
| *.indl | Bibliotheksdatei. Nimmt, ähnlich einer Zwischenablage, häufig benutzte Objekte und Objektgruppen auf und gibt sie als Kopien an die Dokumente zurück |
| *.idms | Snippets („Schnipsel“). Ins Dateiverzeichnis gezogene oder exportierte Objekte und Objektgruppen, die von dort zurück ins Layout gezogen oder platziert werden können |
| *.inx  | Austauschformat zum Öffnen einer InDesign-Datei mit der Vorgängerversion des Programms, bis CS3 diente es auch als Reparaturformat |
| *.idml | InDesign Markup Language. Ein ZIP-Format, das die Bestandteile des Dokuments in Form von XML-Dateien enthält. Seit CS4 dient es zur Reparatur beschädigter Dokumente. Wegen seines offenen Formats kann es auch zur textgesteuerten Erzeugung und Änderung von InDesign-Dokumenten herangezogen werden. Kompatible Dokumente erzeugt zum Beispiel das Satzprogramm VivaDesigner und QuarkXPress 2017 kann IDML importieren. |
| *.icml | InCopy-Dokument (ab CS4), zum Austausch mit InCopy CS4 |
| *.incx | InCopy-Dokument (ab CS3), zum Austausch mit InCopy CS3 und CS2 |
| *.incd | InCopy-Dokument (bis CS3), zum Austausch mit InCopy CS |
| *.xfl  | Austauschformat für Flash (ab CS4) |

## Versionsgeschichte
- InDesign 1.0, Ende 1999: Versionen für Windows und Macintosh
- InDesign 1.5, Mai 2001.
- InDesign 2.0, Februar 2002: erste Version mit Unterstützung von Mac OS X, Transparenzen und Schlagschatten
- InDesign CS (3.0), Dezember 2003: ab Mitte 2004 als „InDesign CS PM“-Edition mit erweiterten Plugins
- InDesign CS2 (4.0), Mai 2005: verschachtelte Formate, magnetische Henkel, Objektstile
- InDesign CS3 (5.0), Juni 2007: erste Mac-Intel-native Version; GREP- und Objekt-Suche, Zellen- und Tabellenformate, XHTML-Export, Transparenzeffekte
- InDesign CS4 (6.0), November 2008: bedingter Text, GREP- und Zeilenformate mittels Zeichenformaten in Absatzformaten, Profil-gesteuerter Live-Preflight, erweitertes Verknüpfungsbedienfeld, IDML- (InDesign Markup Language), SWF- und XFL-Export, interaktiv-intelligente („magnetische“) Hilfslinien, Dokumentenfenster mit Reitern, um 90° drehbare Druckbogenansichten, Querverweise, neues Hyperlink-Funktionalitäten-Bedienfeld, Seitenübergänge.
- InDesign CS5 (7.0), April 2010: u. a. Export nach Adobe Flash, unterschiedliche Seitengrößen innerhalb eines Dokumentes, Ausgabe als E-Book, spaltenübergreifende Absätze, PDF-Export im Hintergrund, in Ebenen einzelne Elemente abschaltbar
- InDesign CS5.5 (7.5), April 2011: kostenpflichtiges Zwischenupdate, hauptsächlich Verbesserungen im ePub-Export, neues Artikel-Bedienfeld, neue Möglichkeiten zum Verankern von Objekten in einem Textfluss, neues Tag-Attribut für HTML-, ePub- und PDF-Export in den Absatz- und Zeichenformaten
- InDesign CS6 (8.0), angekündigt im April 2012, Auslieferung ab 7. Mai 2012: Verbesserungen im e-Publishing, platzieren von HTML-Snippets für HTML- und ePub-Export, ePub-3.0-Exportmöglichkeiten, HTML5-Export, PDF-Formulare: Felder bereits in InDesign erstellen, Liquid Layout, alternative Layouts (selber Inhalt, unterschiedliche Layouts parallel), PDF-Export für Graustufen-Profile, primärer Textrahmen auf der Musterseite, Einbindung von HTML-Snippets, Textrahmen-Autogrößen-Funktion

### InDesign CC
- CC (9.x), InDesign als Teil der Creative Cloud, 17. Juni 2014
- CC 2014 (10.x), Version 2014 InDesign als Teil der Creative Cloud, 18. Juni 2014
- CC 2015 (11.x), Version 2015 InDesign als Teil der Creative Cloud, 15. Juni 2015[7][8]
- CC 2017 (12.x), Version 2017 InDesign als Teil der Creative Cloud, 2. November 2016[9][10]
- CC 2018 (13.x), Version 2018 InDesign als Teil der Creative Cloud, 13. Oktober 2017[11]
- CC 2019 (14.x), Version 2019 InDesign als Teil der Creative Cloud, 15. Oktober 2018[12]
- 2020 (15.x), Version 2020 InDesign als Teil der Creative Cloud, 4. Oktober 2019. Seit dieser Version verzichtet Adobe auf die Angabe „CC“.
- 2021 (16.x), Version 2021 InDesign als Teil der Creative Cloud, 20. Oktober 2020
- 2022 (17.x), Version 2022 InDesign als Teil der Creative Cloud, 22. Oktober 2021[13]
- 2023 (18.x), Version 2023 InDesign als Teil der Creative Cloud, 18. Oktober 2022[14]
- 2024 (19.x), Version 2024 InDesign als Teil der Creative Cloud, 13. Oktober 2023[15]
- 2025 (20.x), Version 2025 InDesign als Teil der Creative Cloud, 14. Oktober 2024[16]

## Server-Versionen
Im Oktober 2005 veröffentlichte Adobe den „InDesign Server CS2“, eine modifizierte Version von InDesign für Windows und Macintosh-Server-Plattformen. Dieser bietet keine Benutzeroberfläche; die Nutzung ist lediglich im Rahmen von Client-Server-Lösungen vorgesehen. Im März 2007 wurde der Adobe InDesign CS3 Server als Teil der Familie Adobe InDesign offiziell bekanntgegeben.
Die aktuelle Version ist der Adobe InDesign CC Server.